# کونستانتین والکوف
کونستانتین والکوف (به انگلیسی: Konstantin Valkov) فضانورد اهل کشور روسیه است که در ۱۱ نوامبر ۱۹۷۱ میلادی در کامنسک-اورالسکیی زاده شد. 